# Łukasz Surma
Łukasz Dawid Surma (ur. 28 czerwca 1977 w Krakowie) – polski piłkarz i trener piłkarski.
Wychowanek Wisły Kraków, pięciokrotny reprezentant Polski. Rekordzista w liczbie występów w Ekstraklasie, co czyni go liderem tzw. klubu 300. Jest pierwszym zawodnikiem w historii polskiej Ekstraklasy, który rozegrał przynajmniej po sto meczów ligowych w trzech różnych klubach.
W latach 2018–2019 trener Soły Oświęcim, w latach 2019–2021 Garbarni Kraków, w latach 2021–2022 Piasta Żmigród, w latach 2022–2023 Stali Stalowa Wola, w latach 2023-2024 Sandecji Nowy Sącz, od 2024 Pogoni-Sokoła Lubaczów.

## Kariera piłkarska

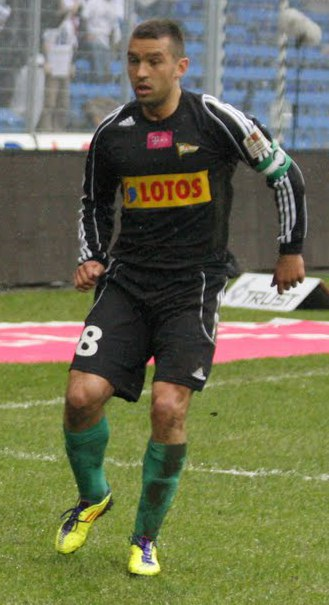
Surma w barwach Lechii Gdansk (2012)

W Ekstraklasie zadebiutował 27 lipca 1996 w barwach Wisły Kraków w spotkaniu 1. kolejki sezonu 1996/1997 z GKS Bełchatów, w wieku 19 lat i 29 dni. Przed sezonem 1998/1999 trafił do Ruchu Chorzów. W klubie tym przez cztery sezony zagrał 117 meczów, strzelił 6 bramek oraz w sezonie 1999/2000 zdobył brązowy medal mistrzostw Polski.
W Legii Warszawa rozegrał 123 mecze ligowe, strzelając w nich 8 bramek. W warszawskim zespole występował na pozycji defensywnego pomocnika. W ciągu pięciu lat pełnił funkcję kapitana tej drużyny. W sezonie 2005/2006 wywalczył mistrzostwo Polski. 6 lipca 2007 podpisał dwuletni kontrakt z izraelskim klubem Maccabi Hajfa, gdzie po rozegraniu jednego meczu i zdobyciu Toto Cup przeniósł się do Bene Sachnin. W nowym zespole był podstawowym zawodnikiem; jego drużyna zajęła 3. miejsce w lidze, dające prawo gry w Pucharze UEFA.
Po sezonie 2007/2008 przeniósł się do austriackiej Admiry Wacker Mödling. W przerwie zimowej sezonu 2008/2009 wrócił do polskiej ekstraklasy przechodząc do Lechii Gdańsk. W tym klubie pełnił funkcję kapitana drużyny. Odszedł z drużyny po zakończeniu sezonu 2012/2013 po rozegraniu 125 meczów w lidze i zdobyciu 6 goli. Od sezonu 2013/2014 ponownie był zawodnikiem Ruchu Chorzów. W pierwszym sezonie gry znów zdobył brązowy medal Mistrzostw Polski. W barwach Niebieskich zagrał ponad 200 meczów.

## Kariera reprezentacyjna
W reprezentacji Polski zadebiutował 12 października 2002 w Warszawie w przegranym 0:1 przez Polaków spotkaniu eliminacji ME 2004 z reprezentacją Łotwy. Ostatni mecz rozegrał 14 grudnia 2003 w Ta’ Qali na Malcie, gdzie reprezentacja Polski pokonała 3:1 reprezentację Litwy.
| Mecze w reprezentacji | Mecze w reprezentacji | Mecze w reprezentacji           | Mecze w reprezentacji | Mecze w reprezentacji | Mecze w reprezentacji | Mecze w reprezentacji | Mecze w reprezentacji |
| #                     | Data                  | Miasto                          | Przeciwnik            | Wynik                 | Rozgrywki             | Grał                  | Uwagi                 |
| --------------------- | --------------------- | ------------------------------- | --------------------- | --------------------- | --------------------- | --------------------- | --------------------- |
| 1.                    | 12 października 2002  | Warszawa, Polska                | Łotwa                 | 0:1                   | el. ME 2004           | od 46'                |                       |
| 2.                    | 16 października 2002  | Ostrowiec Świętokrzyski, Polska | Nowa Zelandia         | 2:0                   | towarzyski            | od 63'                |                       |
| 3.                    | 16 listopada 2003     | Płock, Polska                   | Serbia i Czarnogóra   | 4:3                   | towarzyski            | od 90'                |                       |
| 4.                    | 11 grudnia 2003       | Ta’ Qali, Malta                 | Malta                 | 4:0                   | towarzyski            | 90'                   |                       |
| 5.                    | 14 grudnia 2003       | Ta’ Qali, Malta                 | Litwa                 | 3:1                   | towarzyski            | od 77'                |                       |

## Kariera trenerska

### Wczesna kariera
W styczniu 2018 został grającym trenerem Watry Białka Tatrzańska. W czasie półrocznego pobytu w tym klubie rozegrał 13 spotkań. W lipcu tego samego roku objął posadę szkoleniowca juniorów starszych Wisły Kraków. Pracował tylko kilka dni, odszedł po tym jak brak poparcia dla jego zatrudnienia wyraziło Stowarzyszenie Kibiców Wisły Kraków. 

### Garbarnia Kraków
Od 16 czerwca 2019 do 19 czerwca 2021 był trenerem drugoligowej Garbarni Kraków.

### Stal Stalowa Wola
23 marca 2022 został trenerem trzecioligowej Stali Stalowa Wola, podpisując kontakt do 30 czerwca 2023 roku. W swoim debiucie 27 marca 2022 roku, prowadzona przez niego „Stalówka” przegrała 0:1 z Podlasiem Biała Podlaska. Sezon 2021/2022 drużyna ze Stalowej Woli zakończyła na 7. miejscu. 21 czerwca 2022 roku prowadzona przez Surmę Stal wygrała w finale Pucharu Polski na szczeblu podkarpackim 3:0 z Karpatami Krosno, zapewniając sobie grę w I rundzie edycji 2022/2023 na szczeblu centralnym. 
Pomimo pogłosek medialnych o odejściu po sezonie, Surma kontynuował pracę w sezonie 2022/2023. Na inaugurację nowego sezonu, Stal przegrała 2:4 w ligowym spotkaniu przeciwko rezerwom Cracovii. Został zwolniony 21 marca 2023; „Stalówkę” prowadził przez dwa sezony w 33. meczach III ligi, 16 wygrał, 6 zremisował, 11 przegrał. W momencie jego odejścia, Stal zajmowała trzecie miejsce w lidze sezonu 2022/2023, z punktem straty do lidera Wieczystej Kraków. Ostatecznie, sezon Stal zakończyła na pierwszym miejscu i awansowała do II ligi.

### Sandecja Nowy Sącz
15 sierpnia 2023 został trenerem zajmującej ostatnie miejsce po 4 kolejkach II ligi Sandecji Nowy Sącz. Pierwsze zwycięstwo osiągnął 16 września 2023, w 9 kolejce II ligi, pokonując u siebie 2:0 klub, który prowadził w minionym sezonie, czyli Stal. 5 stycznia 2024 roku przestał pełnić funkcję trenera Sandecji Nowy Sącz.

### Pogoń-Sokół Lubaczów
16 grudnia 2024 został trenerem trzecioligowej Pogoni-Sokóła Lubaczów.

## Życie prywatne
Syn Fryderyka Surmy, piłkarza i technika dentystycznego. Żonaty z Iwoną, z którą ma dzieci: Mateusza i Tobiasza Surmę. Brat dziennikarza sportowego Filipa Surmy. Łukasz Surma jest kibicem hiszpańskiego klubu FC Barcelona.

## Sukcesy

### Legia Warszawa
- Mistrzostwo Polski: 2005/2006
- Wicemistrzostwo Polski: 2003/2004

### Macabi Hajfa
- Toto Cup: 2007/2008

### Ruch Chorzów
- Brązowy medal Mistrzostw Polski: 1999/2000, 2013/2014

### Rekordy
- Najwięcej występów w historii Ekstraklasy: 559 meczów
- Pierwszy zawodnik w historii Ekstraklasy, który rozegrał przynajmniej sto meczów ligowych w trzech różnych klubach.